# 大丈夫 (森翼の曲)
「大丈夫」は、日本のシンガーソングライター森翼の楽曲。デジタル配信限定シングルとしてStudio Cubic Recordsより2019年2月13日に各音楽配信サービスにてリリースされた。

## 概要
- 森翼名義では、約10年ぶりのシングルである。
- 赤と嘘名義の「衝動～スタンスミス～」からは3年ぶりのリリースである。

## 収録曲
1. 大丈夫 
  - 作詞・作曲：森翼

## タイアップ
- 医療専門予備校「メディカルラボ」CMソング[3]